# Allotraeus asiaticus
Allotraeus asiaticus är en skalbaggsart som först beskrevs av Schwarzer 1925.  Allotraeus asiaticus ingår i släktet Allotraeus och familjen långhorningar.
Artens utbredningsområde är Taiwan. Inga underarter finns listade i Catalogue of Life.